# Maison Martell (Cognac)
La maison Martell est située à  Cognac en France. L'immeuble a été inscrit au titre des monuments historiques en 1995.

## Historique
Le bâtiment est inscrit au titre des monuments historiques par arrêté de 1995.

## Architecture

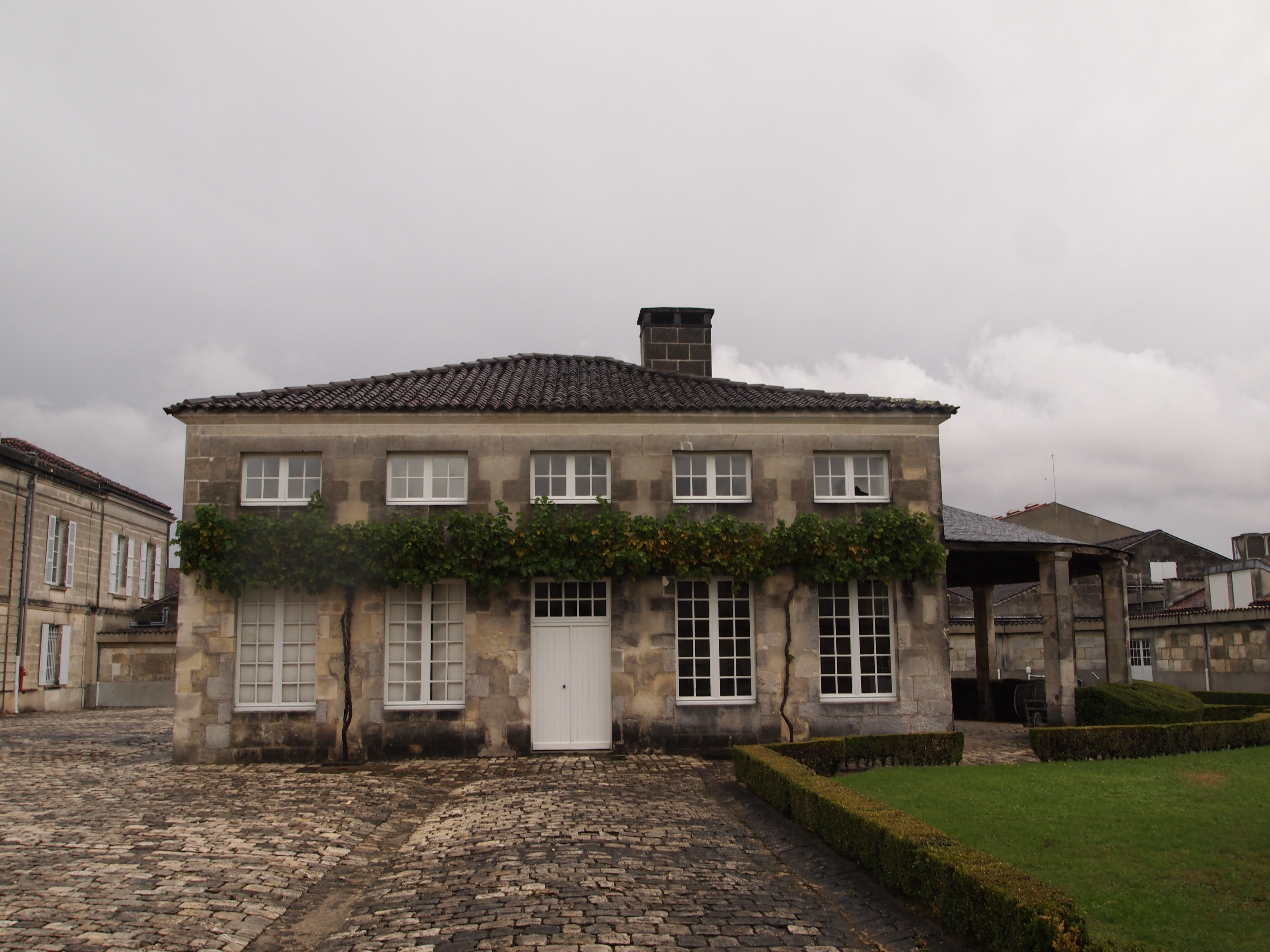
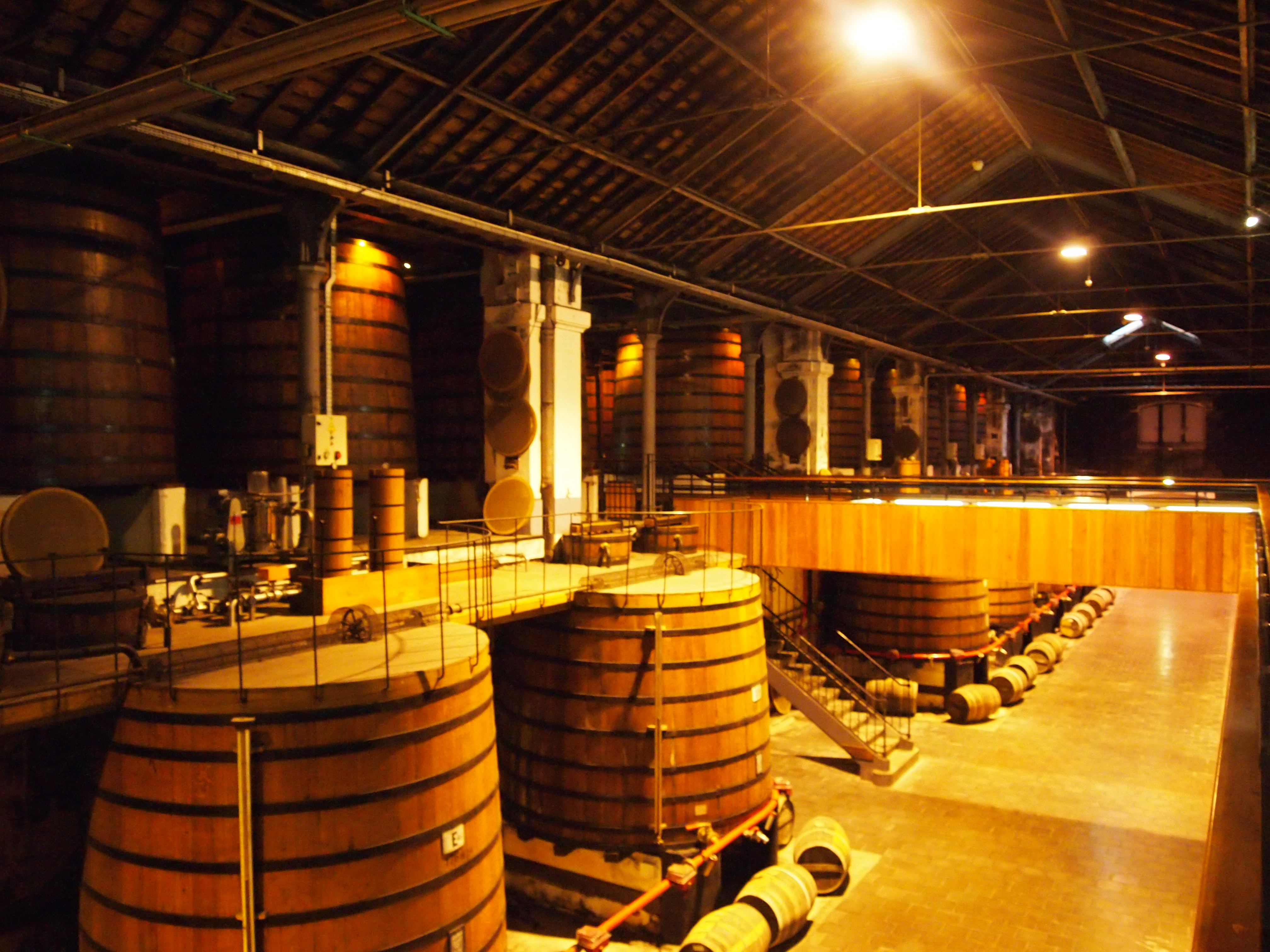
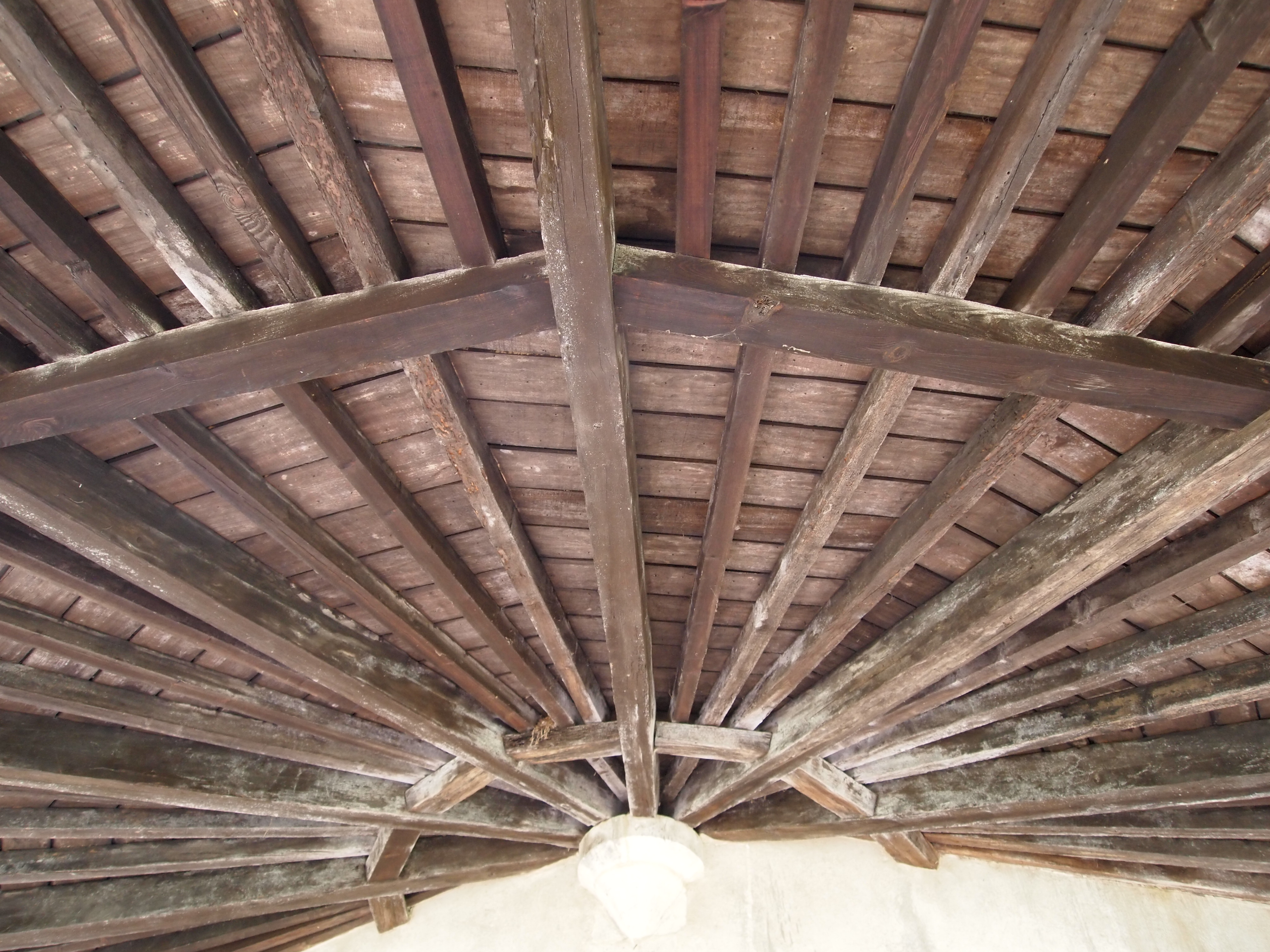